# Stazione di Porrena
La stazione di Porrena è una stazione ferroviaria di Poppi, in provincia di Arezzo. Si trova lungo la ferrovia Arezzo-Stia, gestita da La Ferroviaria Italiana (LFI).